# Interstate 64
L'Interstate 64 (I-64) è un'autostrada statunitense della Interstate Highway che si estende per 1534,90 chilometri e collega Wentzville con Chesapeake passando per Saint Louis, Louisville, Charleston e Richmond.